# Achacy z Amidy
Achacy z Amidy (ur. ?, zm. 425) – święty katolicki, biskup.
Był biskupem Amidy (obecnie Diyarbakır). W celu uwolnienia więzionych Persów sprzedał wszystkie cenne przedmioty ze świątyni. Dzięki pomocy uratował i umożliwił powrót do domu około 7 tysiącom więźniów. Jego działalność przyczyniła się do powstrzymania prześladowań, a szachinszach Bahram V na swoje życzenie osobiście poznał wybawcę swych poddanych.